# Oud-Strijp
Oud-Strijp is een wijk in het stadsdeel Strijp in de stad Eindhoven. De wijk is voornamelijk bekend vanwege de aanwezigheid van het Philips Stadion, thuishaven van voetbalclub PSV. Op 1 januari 2023 telde de wijk 15.270 inwoners, verdeeld over 8.951 woningen, met een gemiddelde WOZ-waarde van € 350.000, op een oppervlakte van 1,96 km².
De wijk is onderverdeeld in zes buurten (tussen haakjes het aantal inwoners op 1 januari 2008):
- Eliasterrein en Vonderkwartier (3.052)
- Philipsdorp (2.198)
- Schoot (2.130)
- Schouwbroek (1.432)
- Engelsbergen (790)
- Glaslaan, oftewel Strijp-S (-)

Verder beschikt het Philipsdorp over een "Johan Cruyff Court", een trapveldje geschonken door de Johan Cruyff Welfare Foundation. De voorziening werd in 2005 aan de Eindhovense volksbuurt geschonken als dank voor de gastvrijheid van Eindhoven tijdens de interlands van het Nederlands elftal.

## Fotogalerij

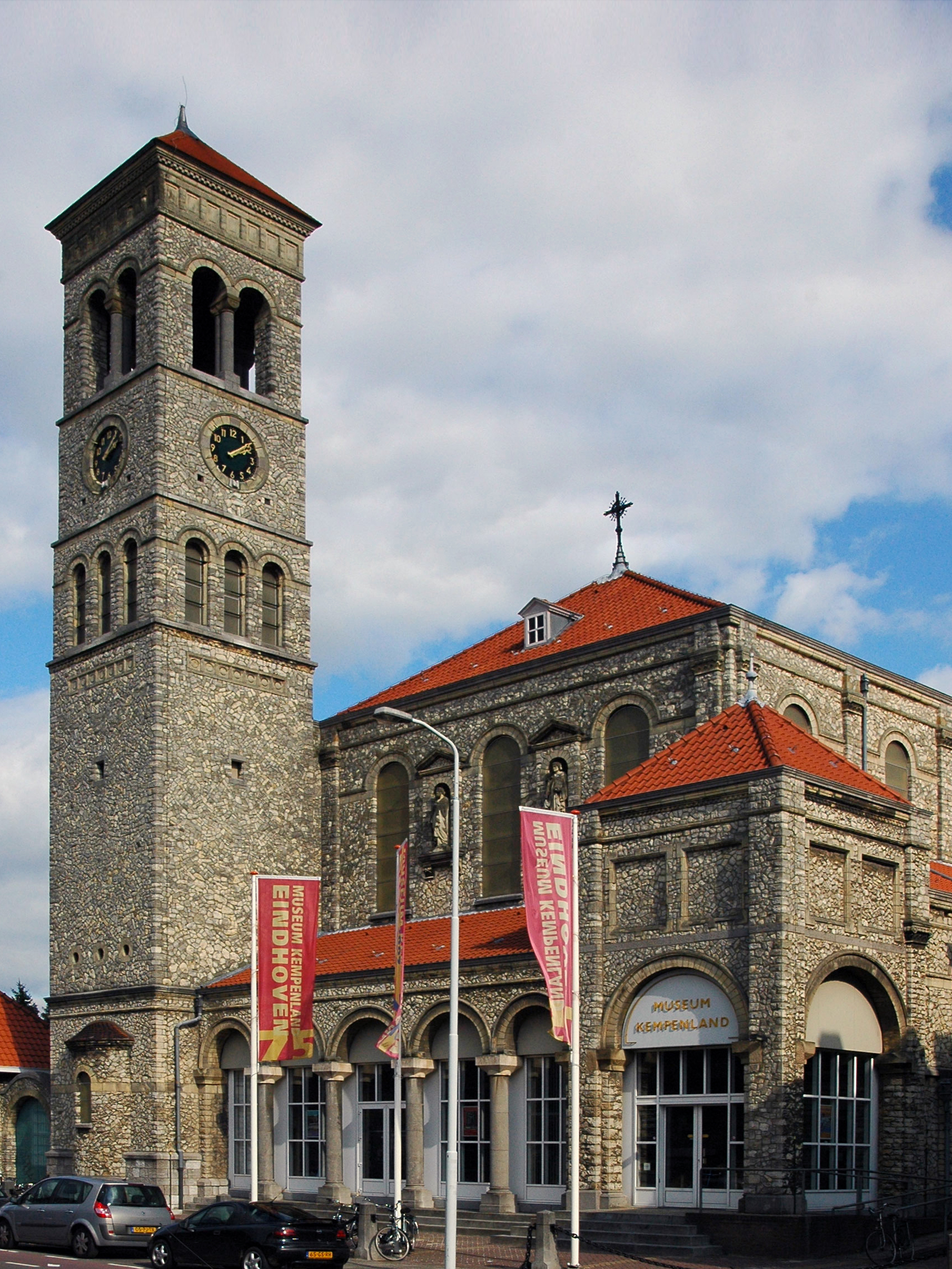
De Steentjeskerk (Philipsdorp)
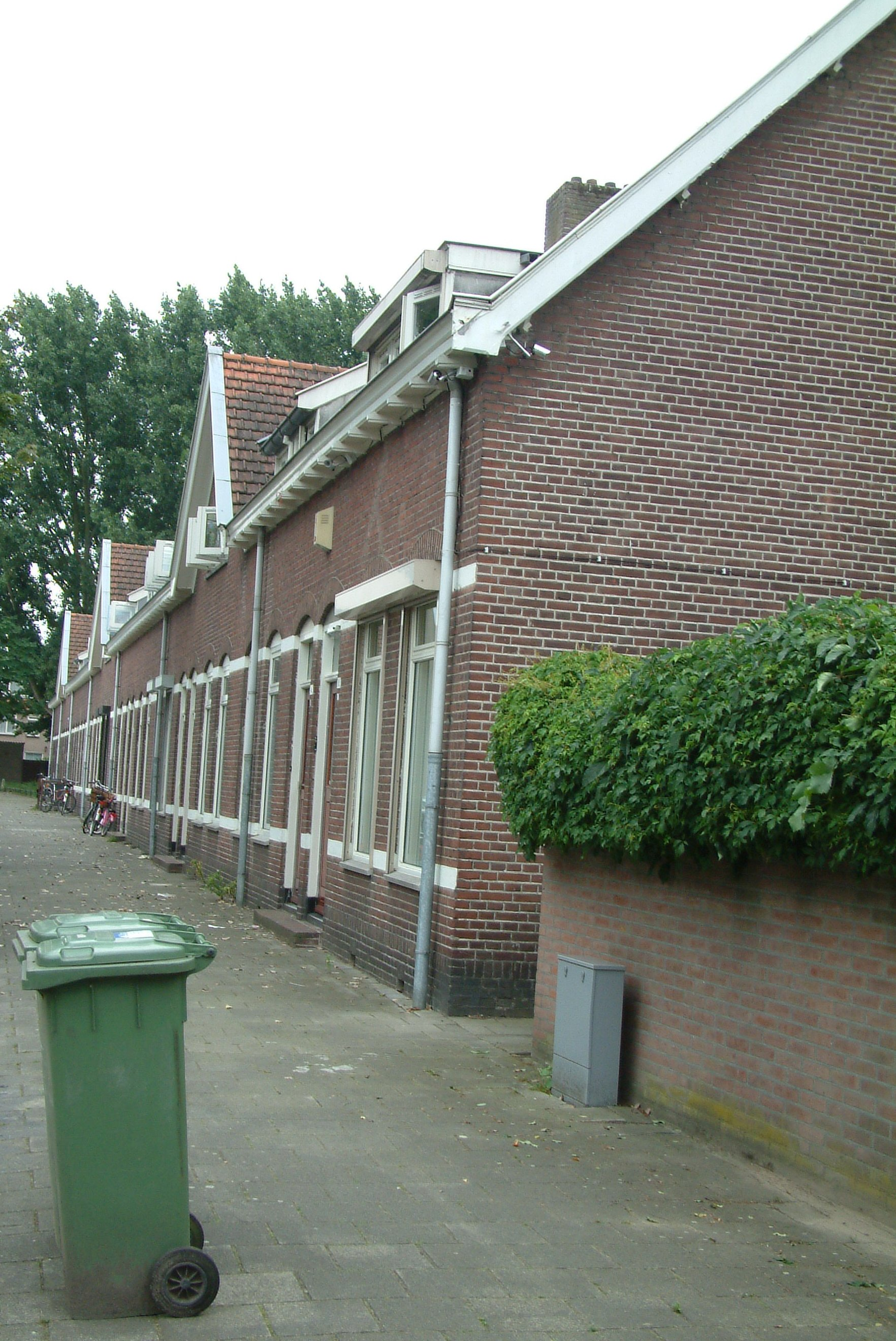
Annastraat (Philipsdorp)
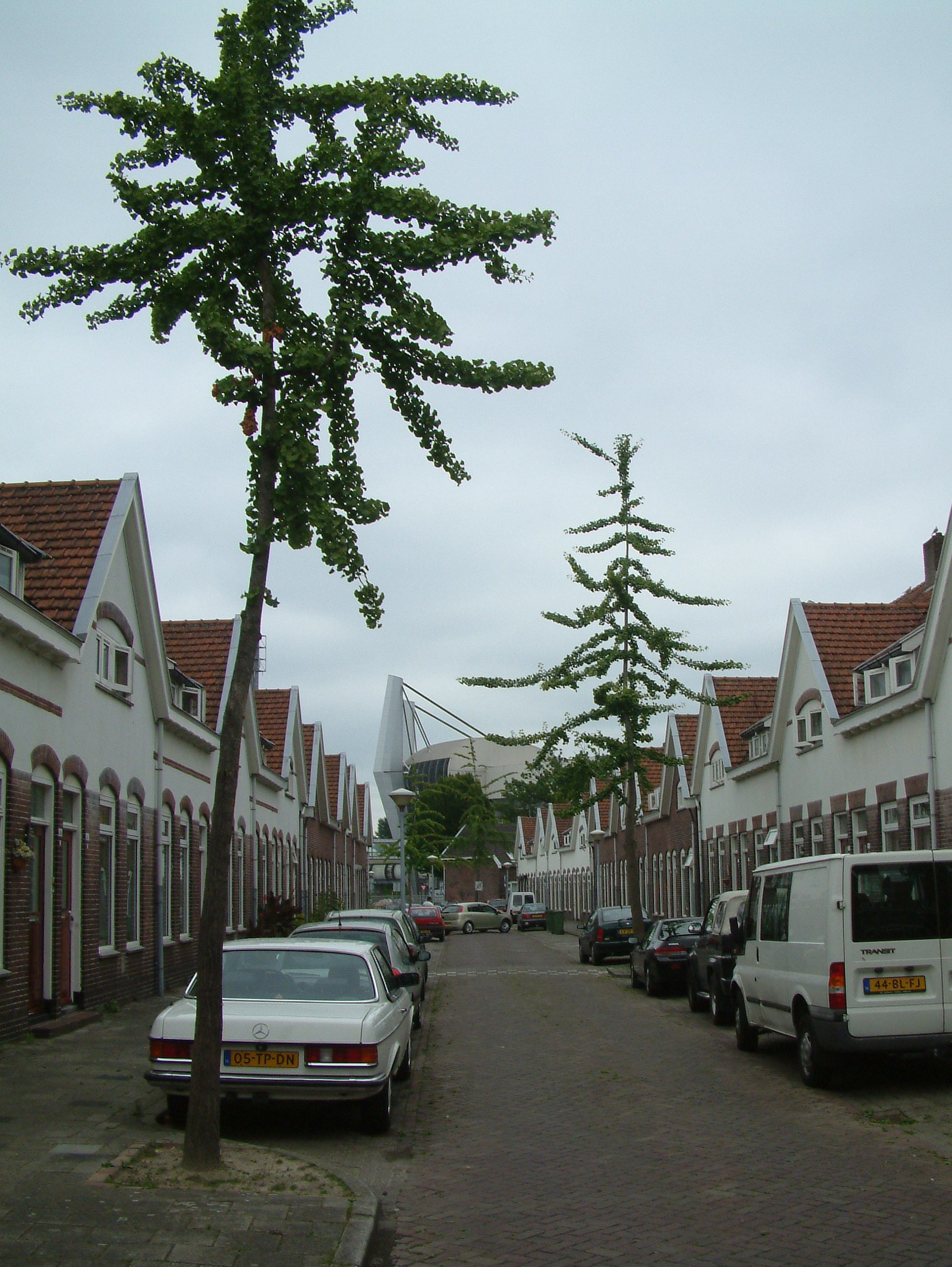
Henriëttestraat (Philipsdorp)
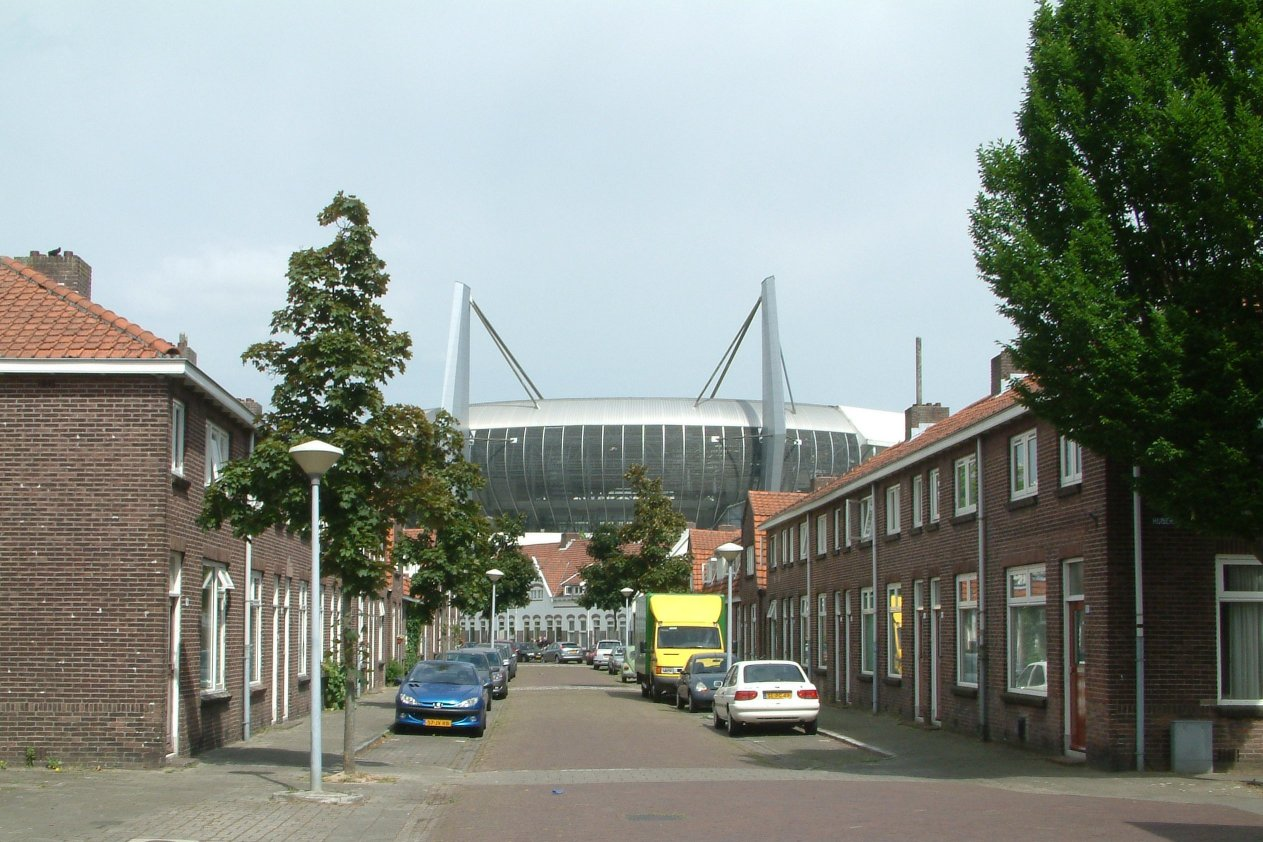
Henriëttestraat (Philipsdorp)
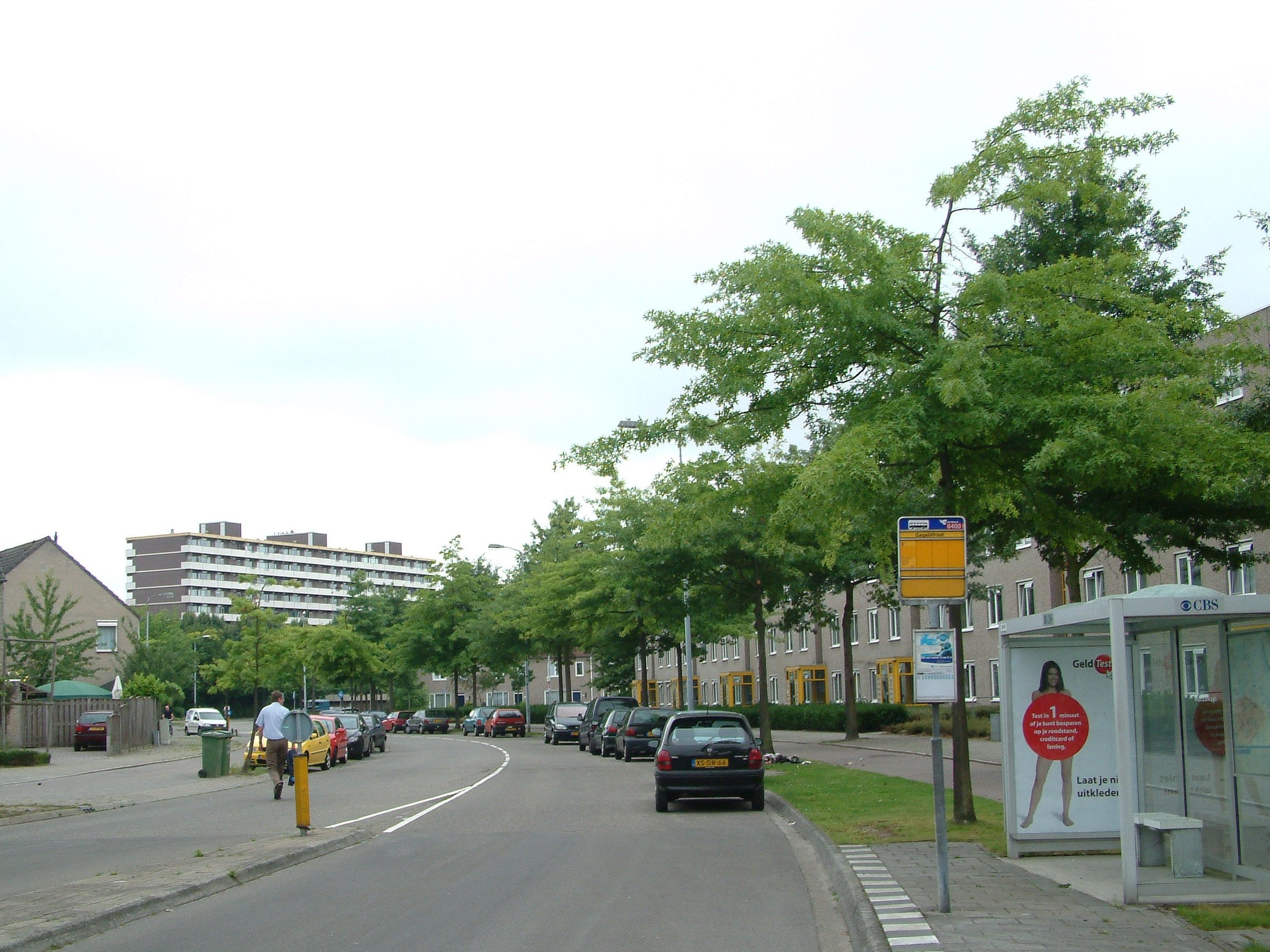
Jozef Eliasstraat (Eliasterrein)
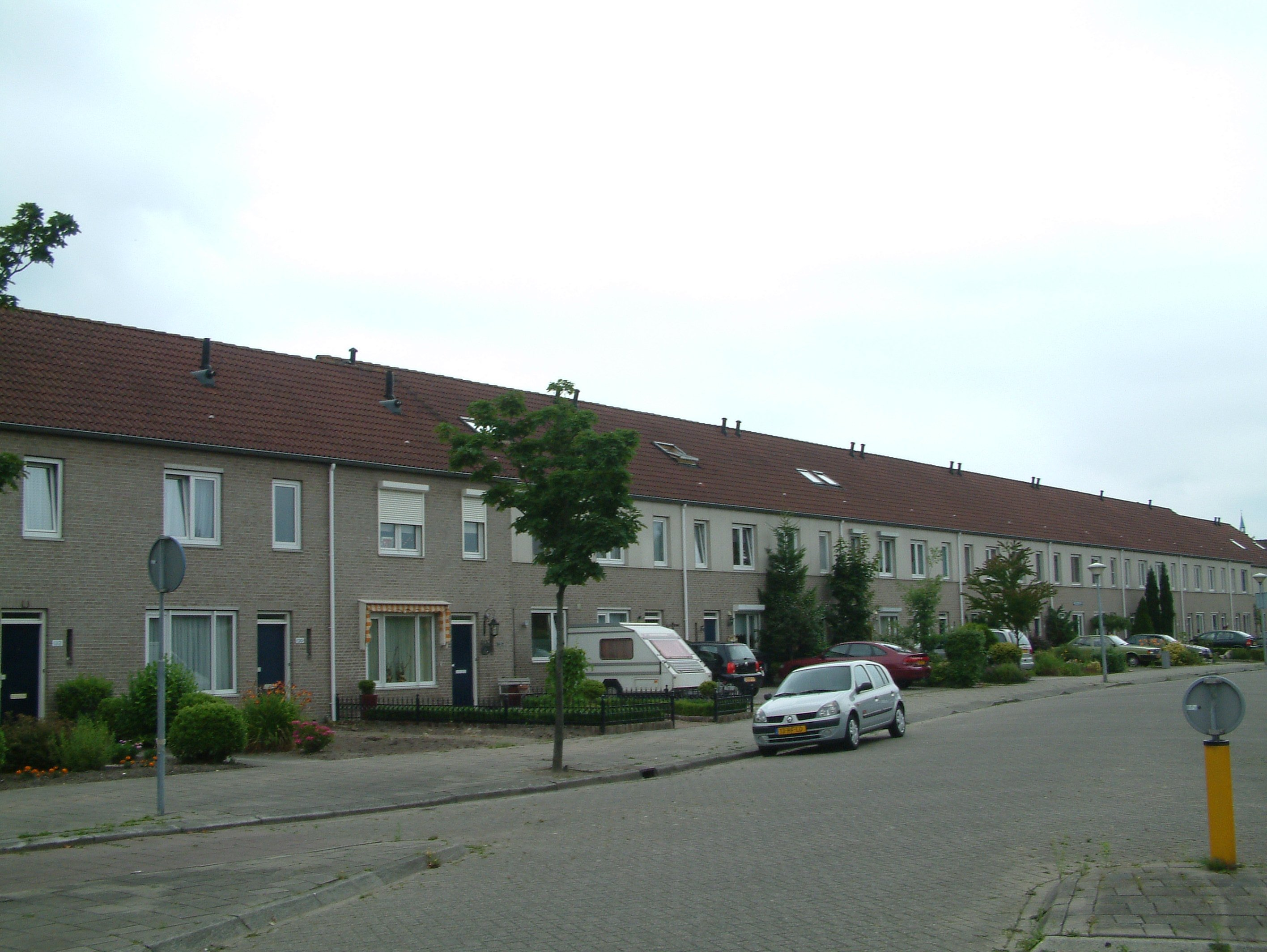
Jacobus Deckersstraat (Eliasterrein)
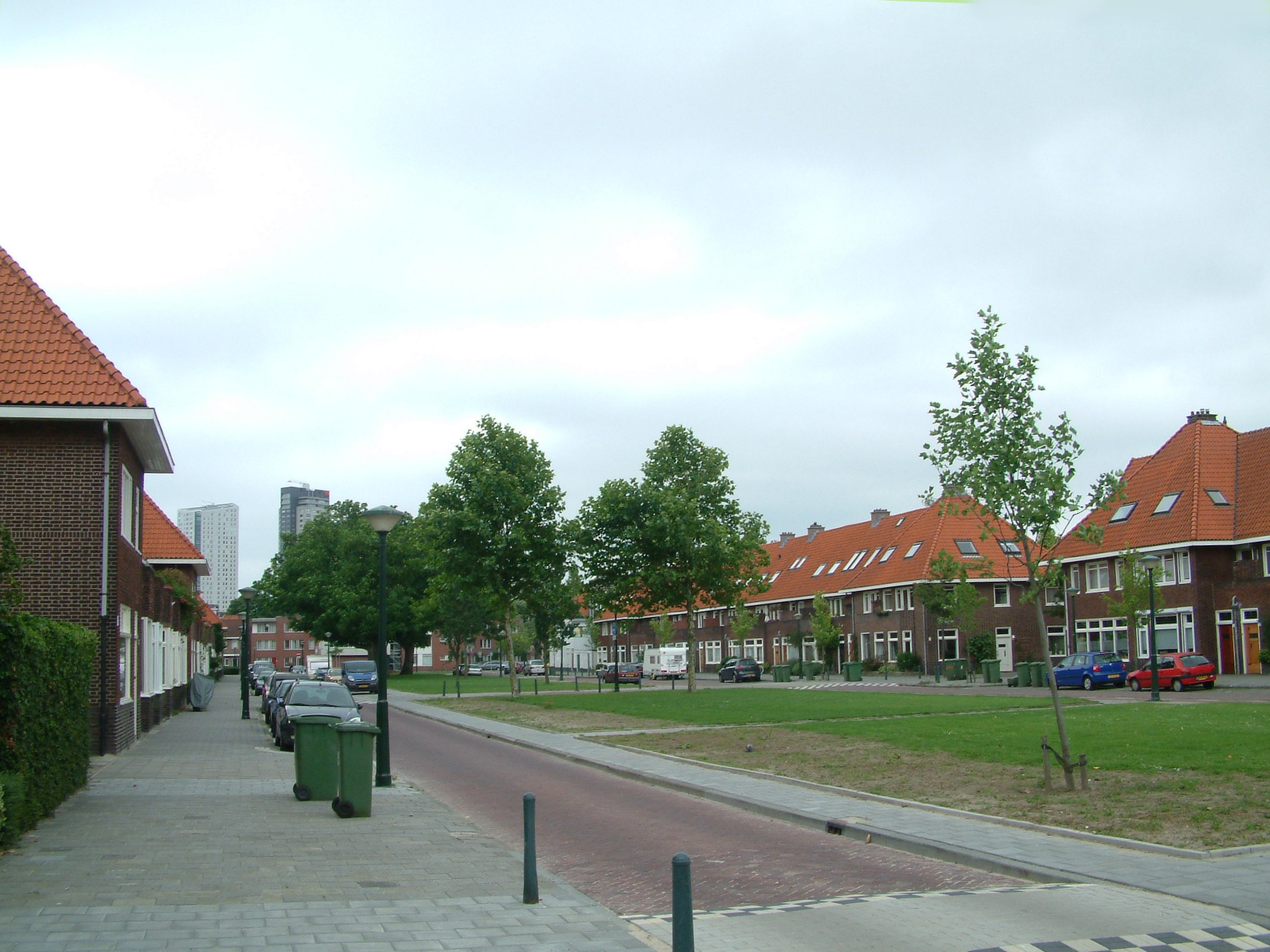
Frederika van Pruisenweg (Vonderkwartier)
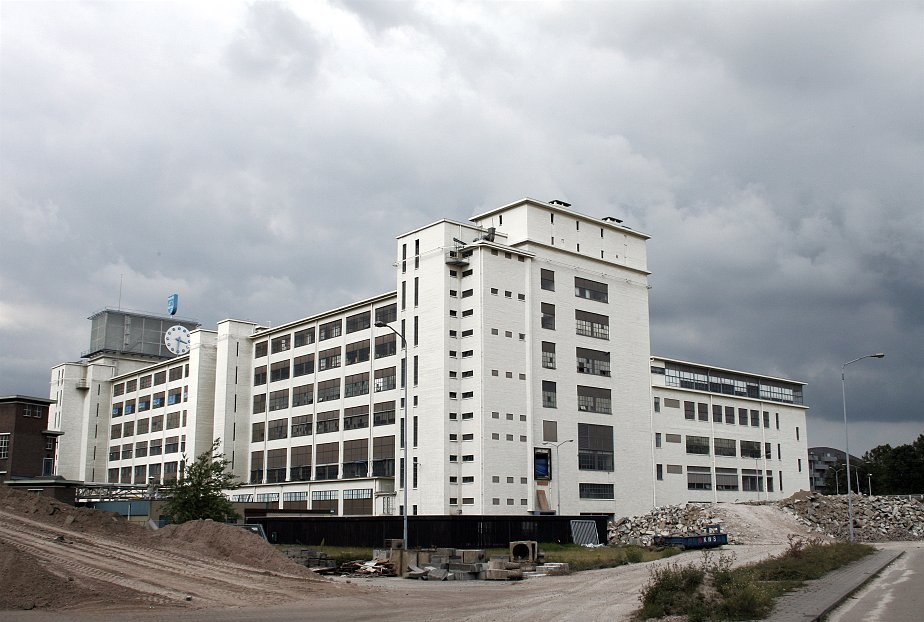
Philitefabriek / Klokgebouw (Strijp S)
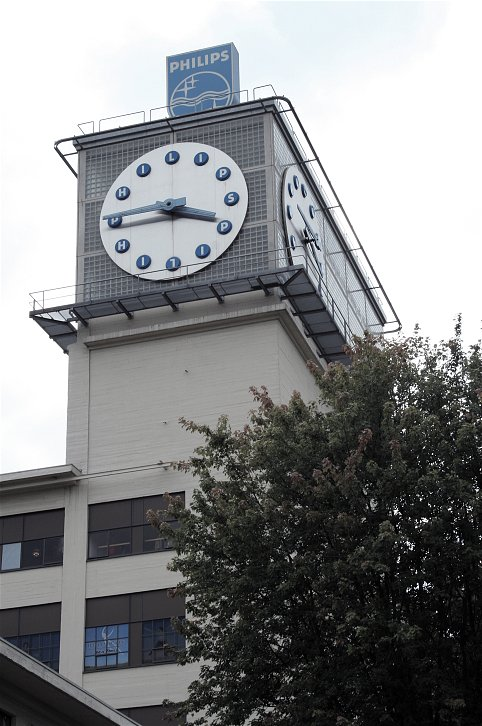
Het Klokgebouw (Strijp S)
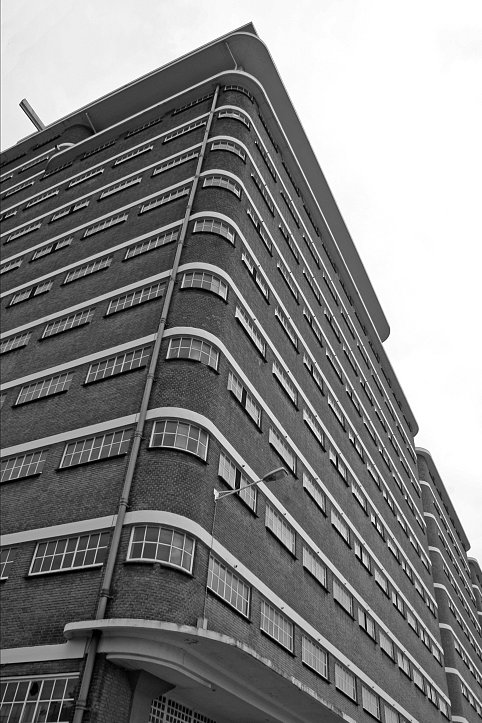
Het Veemgebouw (Strijp S)
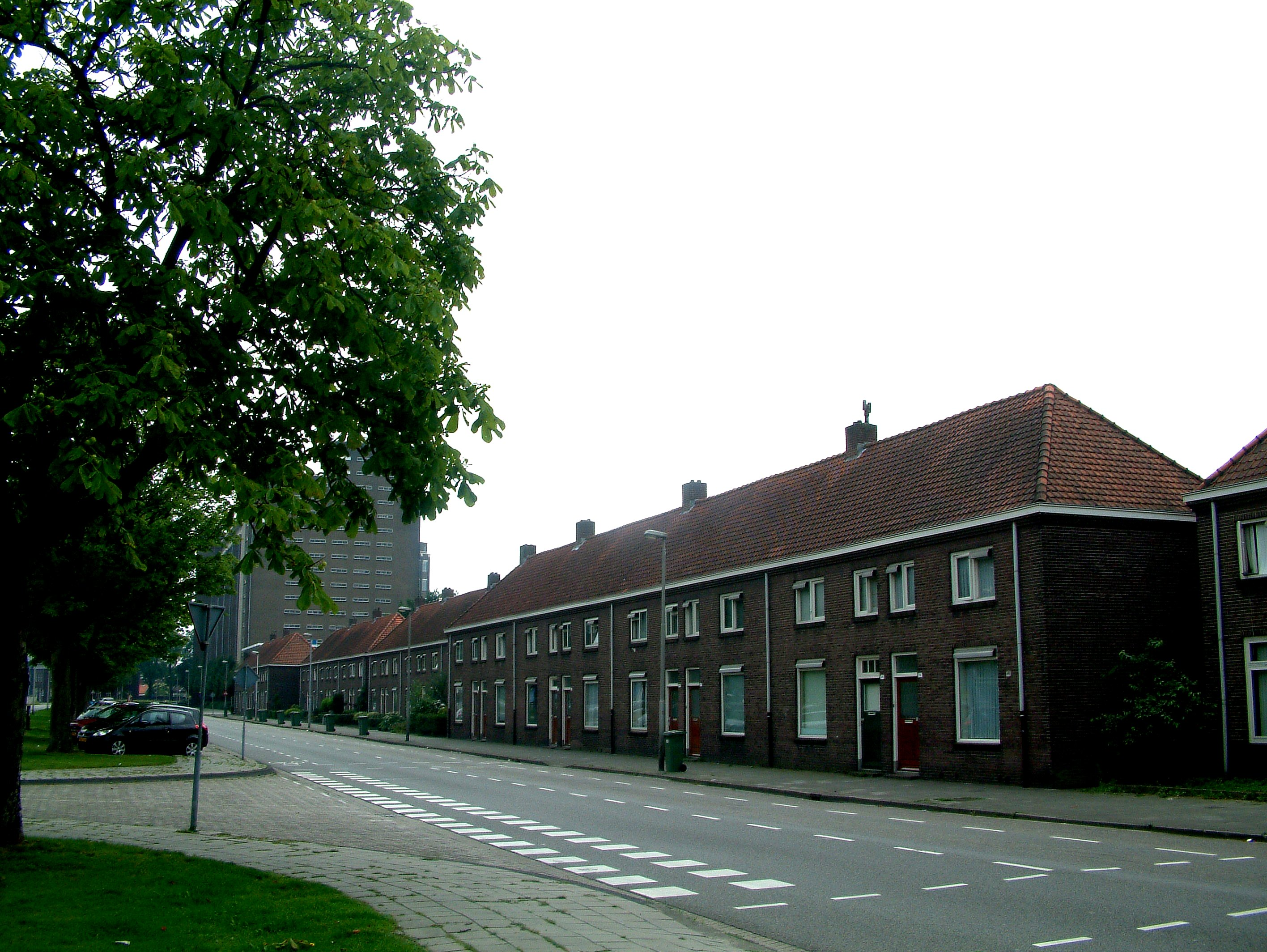
Kastanjelaan (Schoot)

Buurten: Eliasterrein en Vonderkwartier · Philipsdorp · Schoot · Schouwbroek · Engelsbergen · Strijp-S
Centrum: Binnenstad · De Bergen · Fellenoord · Universiteitsterrein

Gestel: Oud-Gestel · Oud Kasteel · Rozenknopje

Stratum: Oud-Stratum · Kortonjo · Putten

Strijp: Oud-Strijp · Halve Maan · Meerhoven

Tongelre: Oud-Tongelre · De Laak · Doornakkers

Woensel-Noord: Ontginning · Achtse Molen · Aanschot · Dommelbeemd

Woensel-Zuid: Oud-Woensel · Erp · Begijnenbroek

Dorpen: Acht      
Buurtschappen: Bokt · 't Coll · Gennep · Heistraat · Nieuw Acht · buurt Riel/ buurtschap Riel · Sliffert · Urkhoven

Noord-Brabant: Steden en dorpen      Nederland: Provincies · Gemeenten